# Sofja Prokofjewa
Sofja Leonidowna Prokofjewa (ros. Софья Леонидовна Прокофьева; ur. 14 maja 1928 w Moskwie, zm. 7 maja 2025) – radziecka autorka książek dla dzieci oraz scenarzystka filmowa. 
W 1955 roku ukończyła Instytut im. Surikowa. Pracowała jako ilustrator. Laureat Nagrody Ministerstwa Kultury ZSRR (1968, 1978), Ministerstwa Kultury RFSRR (1964), Międzynarodowego Konkursu (1971).

## Wybrane książki
- Dziwny nieznajomy[3]
- Nie przeproszę (Не буду просить прощения)[4]

## Wybrane scenariusze filmowe

### Filmy fabularne
- 1983: Bez świadków

### Filmy animowane
- 1978: Masza już nie jest leniuszkiem
- 1978: Mój przyjaciel sygnalizator świetlny

## Literatura
- Zofia Prokofiewa, Dziwny nieznajomy, przeł. z ros. Janina Lewandowska, Warszawa, "Nasza Księgarnia", 1972.
- Sofia Prokofiewa, Nie przeproszę!, przeł. z ros. Magdalena Kwiatkowska, Warszawa, "Nasza Księgarnia", 1988.
- Prokofjewa S., Masza już nie jest leniuszkiem: Bajka filmowa, Biuro Propagandy Kinematografii Radzieckiej, 1984.
- Prokofjewa S., Sapgir G., Mój przyjaciel sygnalizator świetlny: Bajka filmowa, Biuro Propagandy Radzieckiej Sztuki Filmowej, 1982.